# Escuela de Mannheim

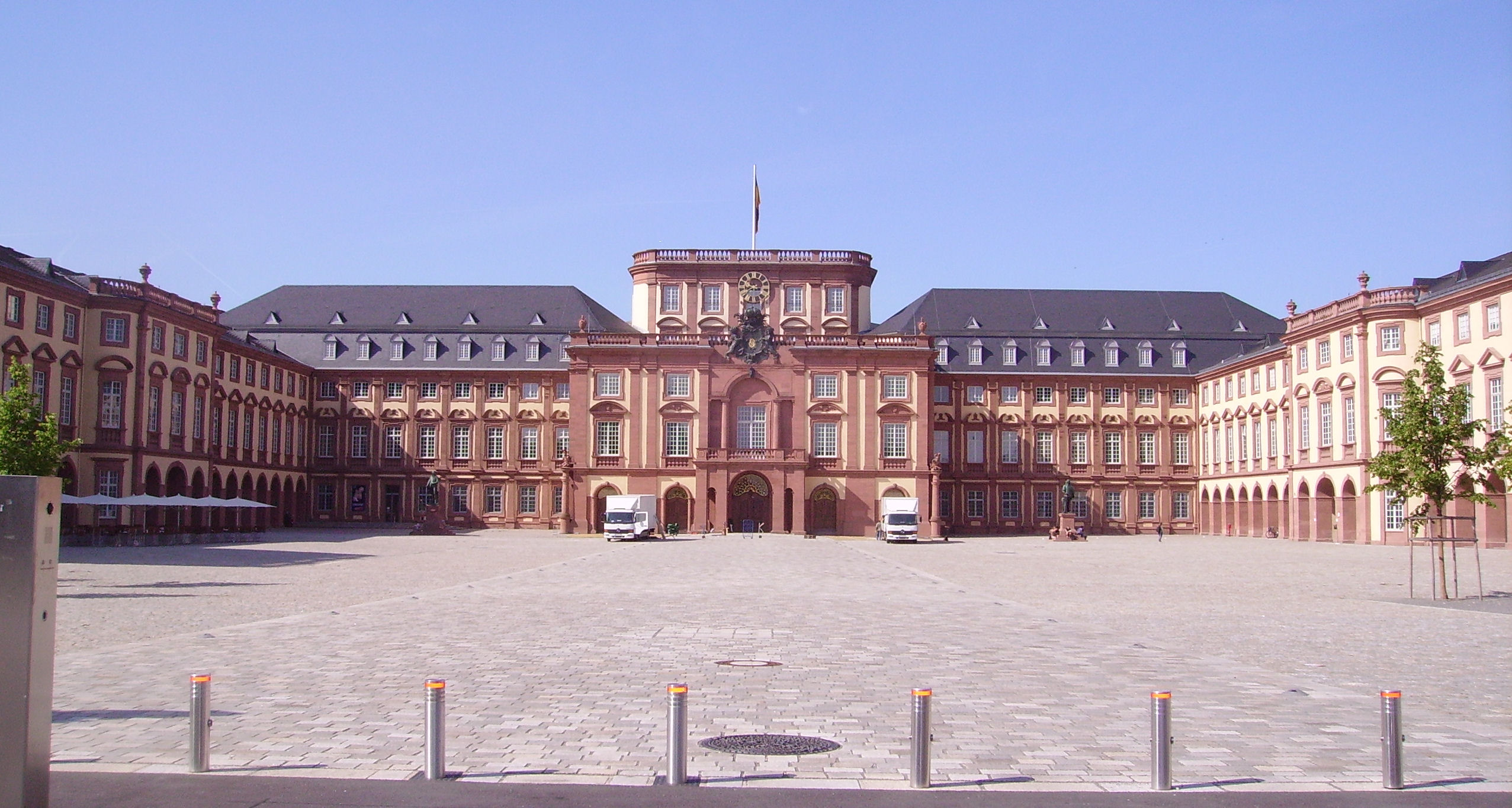
Patio del Palacio de Mannheim

La Escuela de Mannheim es un término que alude a las técnicas orquestales promovidas por los músicos de la corte de Mannheim en la segunda mitad del siglo XVIII, así como el grupo de compositores que escribían música para la orquesta de Mannheim y otras.
La corte del príncipe elector Carlos III Felipe de Neoburgo se trasladó de Heidelberg a Mannheim en 1720, todavía empleando una orquesta mucho más grande que la de los estados vecinos. La orquesta creció aún más durante las siguientes décadas y se componía de los mejores virtuosos de aquel tiempo. El viajero inglés Charles Burney la describió como «un ejército de generales». Bajo la guía del maestro de capilla Carlo Grua, la corte tuvo algunos talentos como Johann Stamitz, considerado el fundador de la Escuela de Mannheim en 1741/42, quien llegó a ser su director en 1750.
Las técnicas más notables de la orquesta de Mannheim fueron su tratamiento más indivualizado de los instrumentos de viento y su famoso crescendo en el que participa la orquesta al completo.
Entre los miembros de la Escuela de Mannheim cabe destacar a Johann Stamitz, Franz Xaver Richter, Ignaz Holzbauer, Carl Stamitz, Franz Ignaz Beck y Christian Cannabich, e influyó directamente en algunos de los mejores sinfonistas de aquella época, como Joseph Haydn y Leopold Hofmann. La orquesta encargó a Joseph Haydn que compusiera seis sinfonías (las "sinfonías de París" n.º 82-87), dirigidas en su estreno por Chevalier de Saint-Georges. Cannabich, uno de los directores de la orquesta tras la muerte de Stamitz, fue también amigo de Wolfgang Amadeus Mozart desde su visita en 1777 en adelante.

## Innovaciones musicales

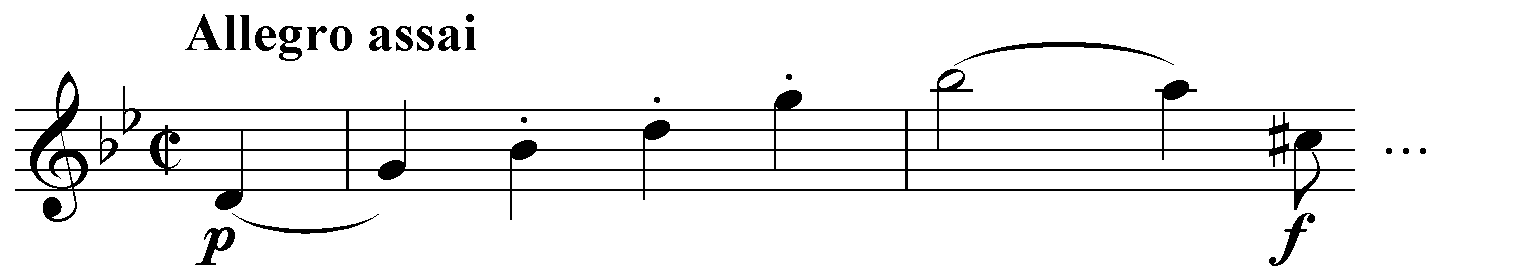
Cohete Mannheim al principio del 4º movimiento de la sinfonía n.º 40 de Mozart.

Los compositores de la Escuela de Mannheim introdujeron varias ideas novedosas en la música orquestal de aquel tiempo: en dinámica crescendos repentinos, denominados crescendo de Mannheim (un crescendo desarrollado por toda la orquesta a partir del piano), y diminuendos tratados de igual forma; el cohete de Mannheim (un crescendo veloz, extendido a lo largo de un pasaje que tiene habitualmente una línea melódica ascendente, sobre una línea de bajo en ostinato); el suspiro de Mannheim (un tratamiento manierista de la práctica barroca de poner más peso en la primera de las dos notas en los pares descendentes de notas ligadas); los pájaros de Mannheim (imitación de pájaros piando en pasajes de solo) y la Gran Pausa, donde se hace un silencio con el fin de volver a empezar vigorosamente. El cohete de Mannheim consta de varios acordes arpegiados ascendentemente, tocados muy rápido, desde el registro grave hacia el agudo. Su influencia puede apreciarse, por ejemplo, en el comienzo de la sinfonía n.º 40 de Mozart, así como en el principio de la sonata n° 1 para piano, en fa menor, de Beethoven.